# جين دي باول
جين دي باول (بالإنجليزية: Gene de Paul)‏ هو عازف بيانو وكاتب أغاني وملحن أمريكي، ولد في 17 يونيو 1919 في نيويورك في الولايات المتحدة، وتوفي في 27 فبراير 1988 في لوس أنجلوس في الولايات المتحدة.

## وصلات خارجية
- جين دي باول على موقع IMDb (الإنجليزية)
- جين دي باول على موقع ميوزك برينز (الإنجليزية)
- جين دي باول على موقع قاعدة بيانات برودواي على الإنترنت (الإنجليزية)
- جين دي باول على موقع أول ميوزيك (الإنجليزية)
- جين دي باول على موقع ديسكوغز (الإنجليزية)